# Пайру (Каліфорнія)
Пайру (англ. Piru) — переписна місцевість (CDP) в США, в окрузі Вентура штату Каліфорнія. Населення — 2587 осіб (2020).

## Географія
Пайру розташований за координатами 34°24′25″ пн. ш. 118°47′58″ зх. д. / 34.40694° пн. ш. 118.79944° зх. д. (34.406921, -118.799572). За даними Бюро перепису населення США в 2010 році переписна місцевість мала площу 7,34 км², з яких 7,30 км² — суходіл та 0,04 км² — водойми.

## Демографія
Згідно з переписом 2010 року, у переписній місцевості мешкали 2063 особи в 523 домогосподарствах у складі 437 родин. Густота населення становила 281 особа/км². Було 561 помешкання (76/км²).
Расовий склад населення:
| - 51,5 % — білих - 2,1 % — корінних американців - 0,8 % — чорних або афроамериканців - 0,5 % — азіатів - 40,2 % — осіб інших рас |

До двох чи більше рас належало 4,8 %. Частка іспаномовних становила 84,7 % від усіх жителів.
За віковим діапазоном населення розподілялося таким чином: 32,8 % — особи молодші 18 років, 59,7 % — особи у віці 18—64 років, 7,5 % — особи у віці 65 років та старші. Медіана віку мешканця становила 29,4 року. На 100 осіб жіночої статі у переписній місцевості припадало 106,5 чоловіків; на 100 жінок у віці від 18 років та старших — 105,2 чоловіків також старших 18 років.
Середній дохід на одне домашнє господарство становив 58 559 доларів США (медіана — 47 125), а середній дохід на одну сім'ю — 61 260 доларів (медіана — 55 481). Медіана доходів становила 36 779 доларів для чоловіків та 27 100 доларів для жінок. За межею бідності перебувало 10,1 % осіб, у тому числі 13,1 % дітей у віці до 18 років та 10,8 % осіб у віці 65 років та старших.
Цивільне працевлаштоване населення становило 879 осіб. Основні галузі зайнятості: виробництво — 19,8 %, освіта, охорона здоров'я та соціальна допомога — 15,8 %, сільське господарство, лісництво, риболовля — 14,1 %, роздрібна торгівля — 12,4 %.

## Цікавинки
Тут відбувається дія серії «Цілком таємно» «Як привиди поцупили Різдво».